# Lago Snow
El lago Snow  es un lago glaciar situado en las montañas Ruby, en el condado de Elko, en el noreste de Nevada, Estados Unidos. Se encuentra en la cabecera del remoto  Box Canyon, a una altitud de 3090 metros sobre el nivel del mar. 